# 中嶋克彦
中嶋 克彦（なかじま かつひこ、1953年1月7日 - ）は、日本の実業家。上新電機株式会社代表取取締役社長、同代表取締役会長を経て同社相談役。

## 人物・経歴
大阪府大阪市出身。大阪府立住吉高等学校を経て、1976年関西大学法学部卒業、上新電機入社。1990上新電機J＆P事業部長。1992年大塚商会入社。大塚商会大阪コンピュータ営業部長等を経て、1996年大塚商会取締役。2000年大塚商会常務取締役。2006年大塚商会取締役上席常務執行役員。2010年上新電機顧問。2011年エレコム社外取締役。2012年から上新電機代表取締役社長。2019年上新電機代表取締役会長。2021年同社相談役。　母誕子（のぶこ　1929-2018）は、句会「うぐいす」の会員、句集「霧氷」の著者